# ハコベラ
ハコベラ（学名：Thalassoma quinquevittatum）は、スズキ目ベラ科に分類される魚類の一種。多くのベラ科の仲間と同様に、西-中央太平洋サンゴ礁で一般的な熱帯魚である。

## 概要
ハコベラはインド洋から西部太平洋にかけての熱帯域に分布し、日本では沖縄本島以南の沿岸に生息する。浅い海のサンゴ礁で生活し、夜間はサンゴや岩の隙間で休息する。甲殻類を主な餌とし、雄は群れを作らず単独行動する。

## 形態
全長は最大で15-17cmほどになる。体色は雌雄で異なる性的二形を示し、成長段階によっても大きく変化する。背鰭と臀鰭の鰭条はそれぞれ8棘12-14軟条、3棘10-12軟条で構成される。